# Теломеры
Теломе́ры (от др.-греч. τέλος — конец и μέρος — часть) — концевые участки хромосом. Теломерные участки хромосом характеризуются отсутствием способности к соединению с другими хромосомами или их фрагментами и выполняют защитную функцию.

## История и теория
Термин «теломера» предложил Г. Мёллер в 1938 г.
У большинства эукариот теломеры состоят из специализированной линейной хромосомной ДНК, состоящей из коротких тандемных повторов. В теломерных участках хромосом ДНК вместе со специфически связывающимися с теломерными ДНК-повторами белками образует нуклеопротеидный комплекс — конститутивный (структурный) теломерный гетерохроматин.
Теломерные повторы — весьма консервативные последовательности, например повторы всех позвоночных состоят из шести нуклеотидов TTAGGG, повторы всех насекомых — TTAGG, повторы большинства растений — TTTAGGG.

## Длина теломеры
Учёные из университета Кардиффа установили, что критическая длина человеческой теломеры, при которой хромосомы начинают соединяться друг с другом, составляет 12,8 теломерного повтора.

## Изменение теломеры
В каждом цикле деления теломеры клетки укорачиваются из-за неспособности ДНК-полимеразы синтезировать копию ДНК с самого конца. Она в состоянии лишь добавлять нуклеотиды к уже существующей 3’-гидроксильной группе. 
По этой причине ДНК-полимераза нуждается в праймере, к которому она могла бы добавить первый нуклеотид. 
Данный феномен носит название концевой недорепликации и является одной из важнейших причин биологического старения. 
Тем не менее, вследствие этого явления теломеры должны укорачиваться весьма медленно — по несколько (3-6) нуклеотидов за клеточный цикл, то есть за количество делений, соответствующее пределу Хейфлика, они укоротятся всего на 150—300 нуклеотидов.
В случайном, двойном слепом, плацебо-контролируемом исследовании с участием 40 здоровых добровольцев среднего возраста (56.1 ± 6.0 лет) было показано, что шестимесячный прием пищевой добавки на основе астрагала приводит к статистически значимому увеличению медианной длины теломер (p = 0.01) и длины коротких теломер (p = 0.004), а также к снижению процента коротких теломер.  В группе плацебо значимых изменений длины теломер не наблюдалось.

## Теория маргинотомии
Впервые гипотезу, объясняющую экспериментальные данные Леонарда Хейфлика, в 1971 г. выдвинул советский учёный Алексей Матвеевич Оловников, предложив теорию маргинотомии — отсчёта клеточных делений и старения вследствие недорепликации последовательностей ДНК на концах хромосом (теломерных участков).
Теория предполагает, что «нестарение» бактерий обусловлено кольцевой формой ДНК, а теломерные последовательности в стволовых и раковых клетках защищены благодаря постоянному — при каждом делении клетки — удлинению особым ферментом — тандем-ДНК-полимеразой (современное название — теломераза). 
В последующих двух статьях (1972, 1973) в советской и зарубежной печати он подробно рассмотрел разные биологические следствия своей гипотезы, в том числе применительно к объяснению старения, канцерогенеза и иммунных реакций.

## Нобелевская премия за экспериментальное подтверждение изменения теломеразы
В 1998 году вывод А. М. Оловникова о теломерном механизме ограничения числа делений клетки подтвердили американские исследователи-экспериментаторы, преодолевшие предел Хейфлика путём активации теломеразы.
Профессор Леонард Хейфлик утверждал в связи с этим, что «проницательное предположение Оловникова получило экспериментальное подтверждение».
В 2009 году за открытие механизма ограничения репликации ДНК укорочением теломер и фермента теломеразы присуждена Нобелевская премия по физиологии и медицине австралийке, работающей в США, Элизабет Блекберн и американцам Кэрол Грейдер и Джеку Шостаку.
Впоследствии подобное решение Нобелевского комитета вызвало ряд возмущённых откликов в российской прессе.